# Diplycosia paulsmithii
Diplycosia paulsmithii är en ljungväxtart som beskrevs av Graham Charles George Argent. Diplycosia paulsmithii ingår i släktet Diplycosia och familjen ljungväxter. Inga underarter finns listade i Catalogue of Life.